# Cinemateca de Jerusalem
La Cinemateca de Jerusalem (en hebreu: סינמטק ירושלים) és un arxiu de cinema i cinemateca a Jerusalem, a Israel. Va ser fundada el 1973 per Lia van Leer. Estava situada originalment a Beit Agron en el centre de la ciutat. Un nou edifici amb vista a les muralles de la Ciutat Vella, prop de la vall de Hinnom, va ser inaugurat el 1981 amb el suport financer de la Fundació Família Ostrovsky, la Fundació Jerusalem, la Fundació Van Leer i donants privats. A més de sales de projecció, la Cinemateca acull l'Arxiu de Cinema d'Israel, un arxiu de pel·lícules de la dècada dels anys 1920 fins a l'actualitat, entre altres elements.